# Яма-при-Двору
Яма-при-Двору (словен. Jama pri Dvoru) — поселення в общині Жужемберк, регіон Південно-Східна Словенія, Словенія. Висота над рівнем моря: 204,2 м.